# حسن‌آباد شاهزاده
حسن‌آبادشاهزاده یک روستا در ایران است که در بخش مرکزی شهرستان سیرجان واقع شده‌است. حسن‌آبادشاهزاده ۱۰۸ نفر جمعیت دارد.